# أستراليا المفتوحة 1982
هنا قائمة ببطولات أستراليا المفتوحة لسنة 1982:

## الكبار

### فردي رجال
يوهان كرايك (/) هزم ستيفن دينتون (), 6-3, 6-3, 6-2

### فردي سيدات
كريس إيفرت () هزم مارتينا نافراتيلوفا (), 6-3, 2-6, 6-3